# 1er régiment de cavalerie du Colorado
Le 1er régiment de cavalerie du Colorado (1st Colorado Cavalry) est un régiment de cavalerie de l'armée américaine qui fut formé en novembre 1862 par le gouverneur territorial John Evans. Il était composé principalement de membres du 1er régiment d'infanterie du Colorado et des compagnies C et D du 2e régiment d'infanterie du Colorado. Il fut créé à la fois pour protéger le Colorado contre les incursions des forces confédérées et pour combattre les Amérindiens qui habitaient déjà la région. 
Le commandement de cette unité fut confié au colonel John Chivington qui s’était distingué lors de la bataille de Glorieta Pass dans le territoire du Nouveau-Mexique au début de 1862, contre les forces confédérées. Le 1er régiment de cavalerie du Colorado participera, sous les ordres de Chivington, à l’un des massacres les plus honteux des Indiens d’Amérique de l’histoire, le massacre de Sand Creek.

## Massacre de Sand Creek
Au début de 1864, le 1st Colorado Veteran Volunteers (ou bataillon des vétérans) a semble-t-il initié la guerre du Colorado en attaquant des Cheyennes à Fremont's Orchard. Les hostilités et les représailles amérindiennes qui en résultèrent paralysèrent la circulation sur les pistes à chariots menant à Denver. 
Des négociations de paix étaient en cours et le gouvernement des États-Unis avait assuré aux Cheyennes et Arapahos que leur campement sur Sand Creek ne seraient pas attaqué. 
Au lieu de cela, Chivington et ses troupes attaquèrent un matin de novembre 1864 et massacrèrent le quart des Amérindiens, principalement des hommes âgés, des femmes et des enfants. Ce fut dénommé le massacre de Sand Creek. Des parties du corps humains furent prises comme souvenirs. 
Cet événement fut illustré au cinéma dans les attaques de camps indiens des films Soldier Blue et Little Big Man. Les premiers rapports sur la bataille évoquèrent une victoire des États-Unis. Mais au fur et à mesure de l'état des connaissances, les opinions changèrent. Une enquête du Congrès aboutit à une révocation du colonel John Chivington et la dissolution du 1er régiment de cavalerie du COlorado.

## Voir également
- Liste des unités militaires du Colorado pendant la guerre de Sécession
- Massacre de Sand Creek